# Stelletta hispida
Stelletta hispida är en svampdjursart som först beskrevs av Buccich 1886.  Stelletta hispida ingår i släktet Stelletta och familjen Ancorinidae. Inga underarter finns listade i Catalogue of Life.